# Oldsmobile 98
La 98 (pronunciato ninety-eight, cioè "novantotto") è stata un'autovettura full-size prodotta dalla Oldsmobile dal 1942 al 1996 in undici serie. È anche conosciuta come Ninety-Eight, Custom Cruiser 98 e Futuramic 98, e fu la vettura più rappresentativa, insieme alla 88, del marchio Oldsmobile.

## Il contesto
Il nome 98 comparve per la prima volta nel 1942. All'epoca la 98 si posizionava al top della gamma Oldsmobile, sopra la 66, la 68 e la 70. Esse furono in seguito sostituite dalla 88 che, insieme alla 98, continuò a essere prodotta fino agli anni novanta, rappresentando l'identificativo dell'alto di gamma Oldsmobile. La 98 fu poi sostituita dalla Aurora.
La General Motors sviluppò un sistema di condivisione dei pannelli del corpo vettura tra i vari modelli dei suoi marchi, e ciò fu applicato anche alla 98. In seguito però, per il modello furono studiati dei pannelli dedicati, e che quindi non erano condivisi con altre vetture di altri marchi, come Buick e Cadillac. Inoltre, gli aggiornamenti della 98 non erano sincronizzati con quelli della 88 a metà degli anni cinquanta.
Per la 98 fu utilizzata una nomenclatura addizionale per distinguere le varie versioni, come L/S e Holiday, e soprattutto 98 Recency, che diventò sempre più comune negli ultimi anni di commercializzazione del modello. La 98 condivideva il corpo vettura con la Buick Electra.
Essendo al top della gamma Oldsmobile, la 98 aveva in dotazione molti sistemi tecnologicamente avanzati, come il Twilight Sentinel, cioè un dispositivo che, quando azionato dal conducente, attivava e disattivava automaticamente le luci anteriori e posteriori in base alla luminosità dell'ambiente circostante.

## La Oldsmobile 90
La 98 si alternò, negli anni quaranta, con la Oldsmobile 90. Quest'ultima venne prodotta nel 1940, nel 1941 e nel 1946, mentre la 98 fu commercializzata nel 1942 e dal 1947 in poi.
La 90 aveva inizialmente un passo di 3.150 mm ed era commercializzata in tre versioni, berlina quattro porte, coupé due porte e phaeton due porte. All'inizio il motore disponibile era un otto cilindri a valvole laterali da 4.211 cm³ di cilindrata che erogava 110 CV di potenza a 3.200 giri al minuto. Nel 1941 fu aggiunto un sei cilindri in linea da 3.900 cm³ e 100 CV. Per il secondo anno di produzione non furono operati altri cambiamenti.
Nel 1942 fu invece commercializzata la 98, e il motore a sei cilindri fu abbandonato. L'ultimo esemplare fabbricato prima della sospensione dovuta alla seconda guerra mondiale uscì dagli stabilimenti Oldsmobile il 5 febbraio 1942.
La produzione riprese il 15 ottobre 1945 con la 90, che possedeva ora un passo di 3.175 mm ed era offerta con il motore a otto cilindri. La calandra era composta da quattro sezioni, mentre i paraurti si sviluppavano fino al passaruota.
Nel 1947 la 90 fu definitivamente sostituita dalla 98.

## La prima serie

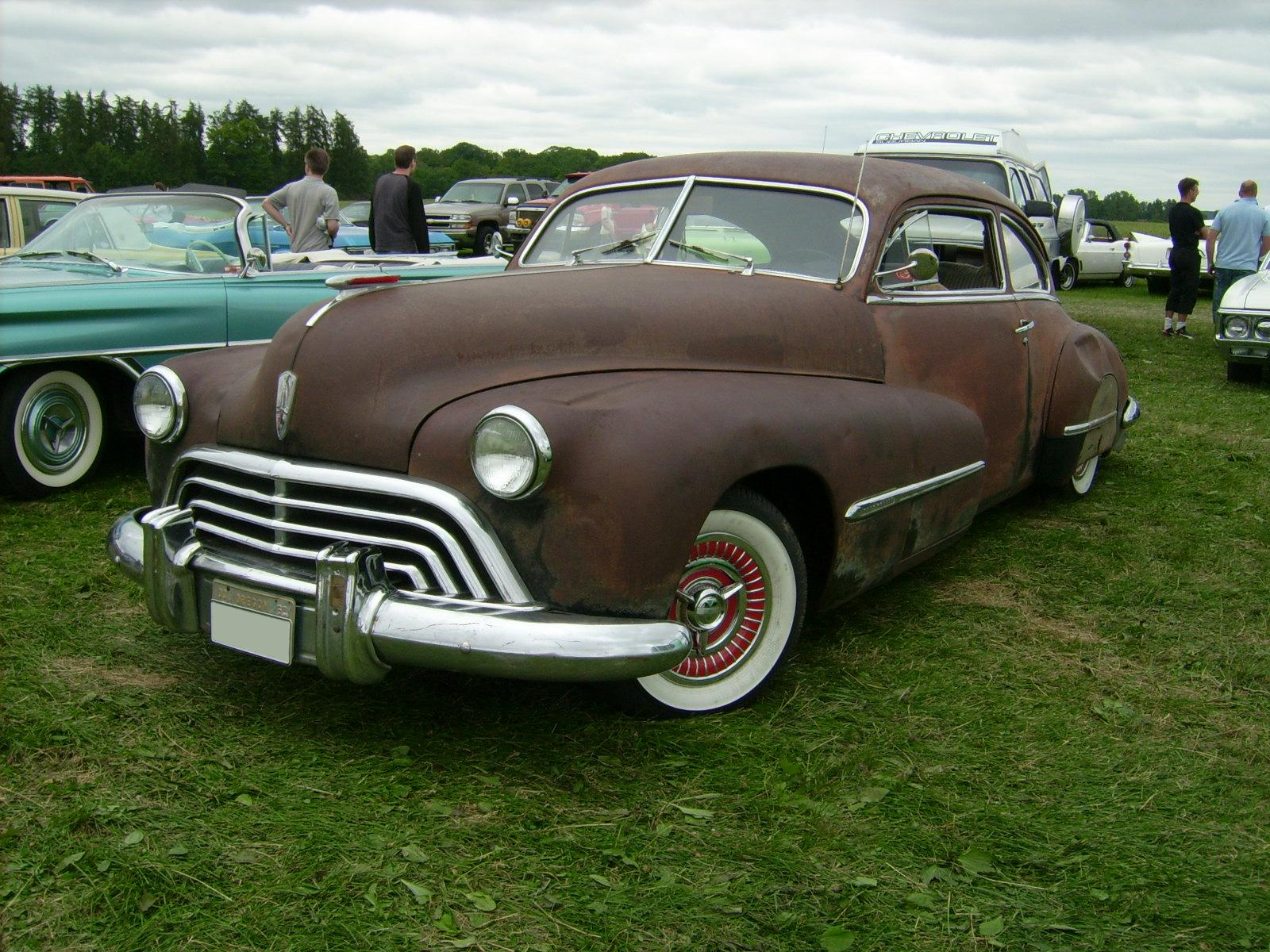
Un’Oldsmobile Custom Cruiser 98 coupé del 1947

Alla fine degli anni trenta e negli anni quaranta, la Oldsmobile applicava alle proprie vetture una denominazione numerica. In precedenza, più precisamente dal 1932 al 1938, erano presenti due modelli, la F-Serie e la L-Serie. La F-Serie montava un motore a sei cilindri in linea, mentre la L-Serie aveva installato un motore a otto cilindri in linea. Nel 1939 la F-Serie fu rinominata 60, mentre la L-Serie fu rimpiazzata dalla 70 e dalla 80 che avevano installato, rispettivamente, un motore da sei e otto cilindri in linea. Nel 1940 fu introdotto un corpo vettura più grande, ed esso fu il solo a essere mosso dal motore a otto cilindri in linea. Per differenziarlo dalla precedente 80, il modello fu nominato 90. Le serie furono designate per la prima volta in quell'anno con il nome Special (al posto della serie 60), Dynamic (al posto della serie 70) e Custom (al posto della serie 90). Nel 1941, per ogni serie, furono offerti entrambi i motori. Nel 1942 la Oldsmobile tolse dal mercato il motore a sei cilindri in linea. Nello stesso anno fu commercializzata per la prima volta la 98, il cui passo venne aumentato a 3.175 mm (rispetto alla precedente 90), e le versioni phaeton e coupé non furono più offerte, anche se venne aggiunta alla gamma una berlina a due porte. La calandra, cromata e con barre orizzontali applicate a tutta la sua lunghezza, non era divisa in sezioni. Il motore era anteriore, mentre la trazione era posteriore. La 98 fu sostituita, dopo la ripresa della produzione automobilistica a seguito dell'interruzione dovuta alla seconda guerra mondiale, dalla 90. Nel 1947 quest'ultima fu sostituita definitivamente dalla 98, che aveva ora un passo più lungo, più precisamente 3.226 mm.

## La seconda serie
Nel 1948 fu eseguito un restyling, e la Custom Cruiser 98 fu rinominata Futuramic 98. L'anno seguente, alla nuova linea, si aggiunse un nuovo motore, il V8 Rocket da 5 L di cilindrata. Nel febbraio del 1949, molti mesi dopo l'introduzione del modello dell'anno precedente, la General Motors introdusse la versione hard-top, che fu la prima di questo tipo a essere offerta come vettura di produzione di massa. Fu denominata Holiday, e nell'anno del lancio fu un'esclusiva della serie 98. Disponibile in quattro colori speciali e altrettante combinazioni a due colori, aveva un prezzo paragonabile a quello della cabriolet. Fu inoltre equipaggiata in maniera simile, con finestrini e sedili elettrici.
Solo per il 1950, la 98 fu anche offerta in versione fastback, che fu chiamata Town Sedan, Sempre nel 1950, la Oldsmobile non nominò più le varie versioni della 98 aggiungendo un nome supplementare. Da questo anno fino al 1996 infatti il modello fu chiamato semplicemente "98".
Anche in questa generazione il motore era anteriore, mentre la trazione era posteriore.

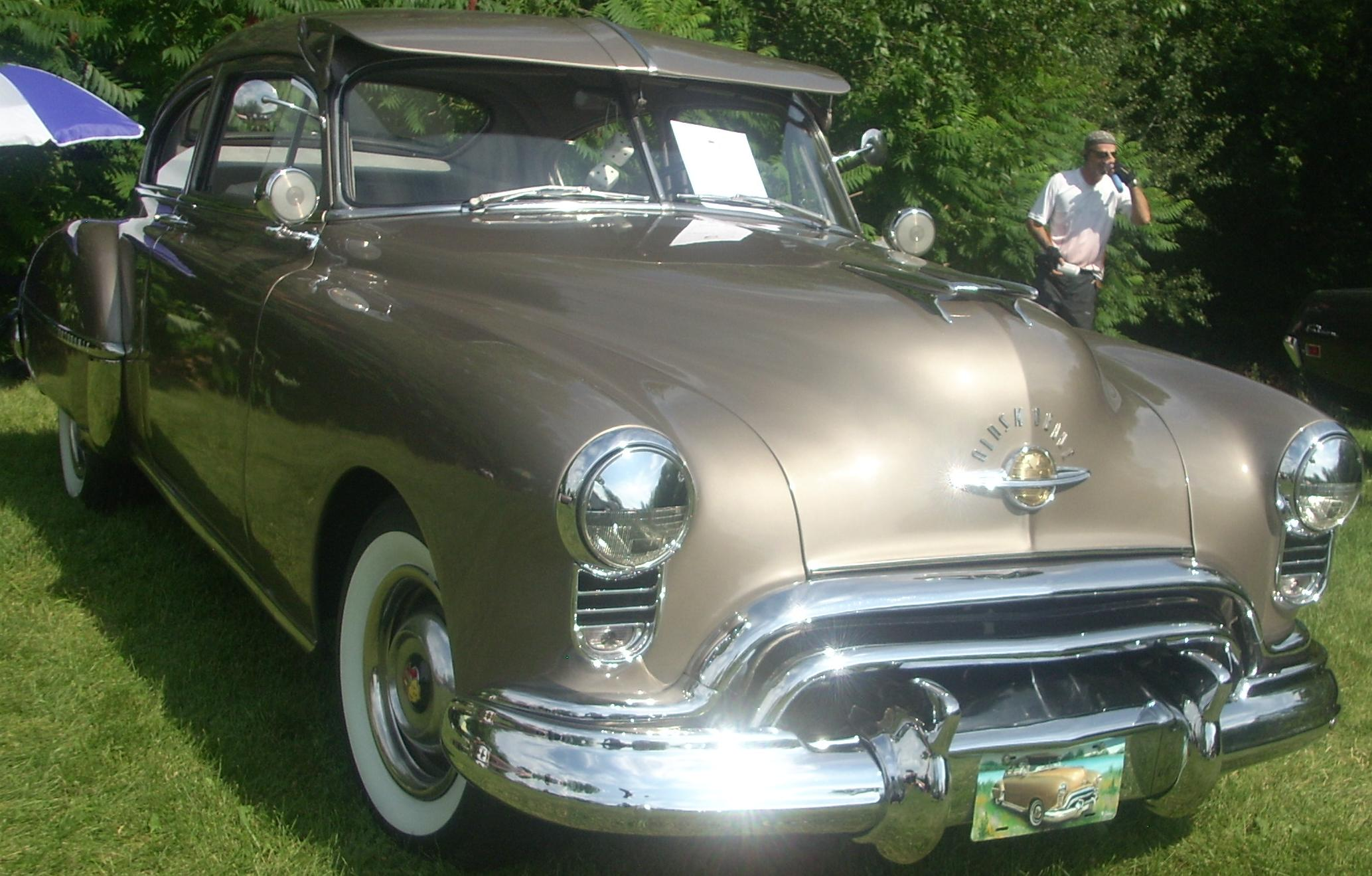
Una Oldsmobile Futuramic 98 del 1949
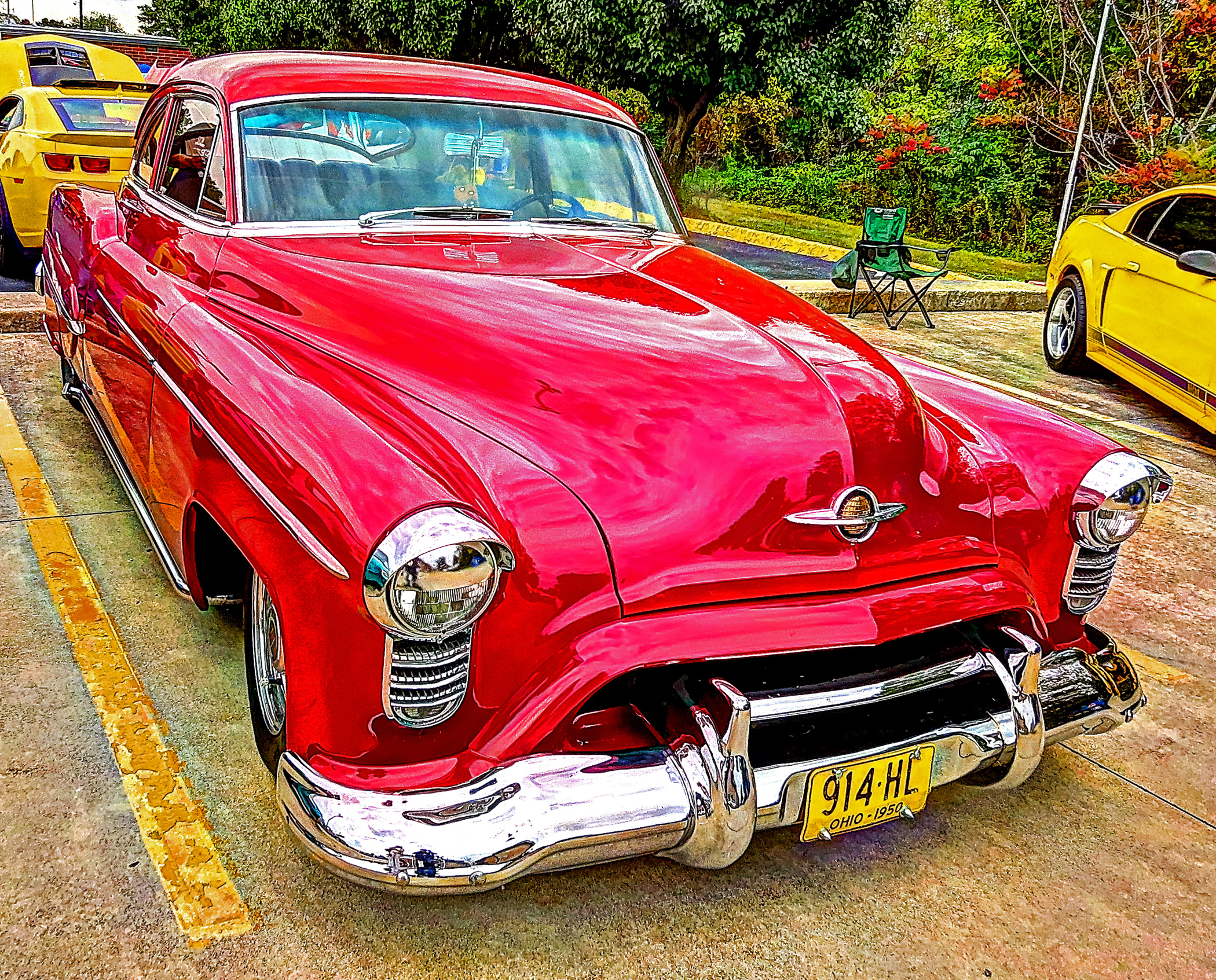
Una Oldsmobile 98 del 1950
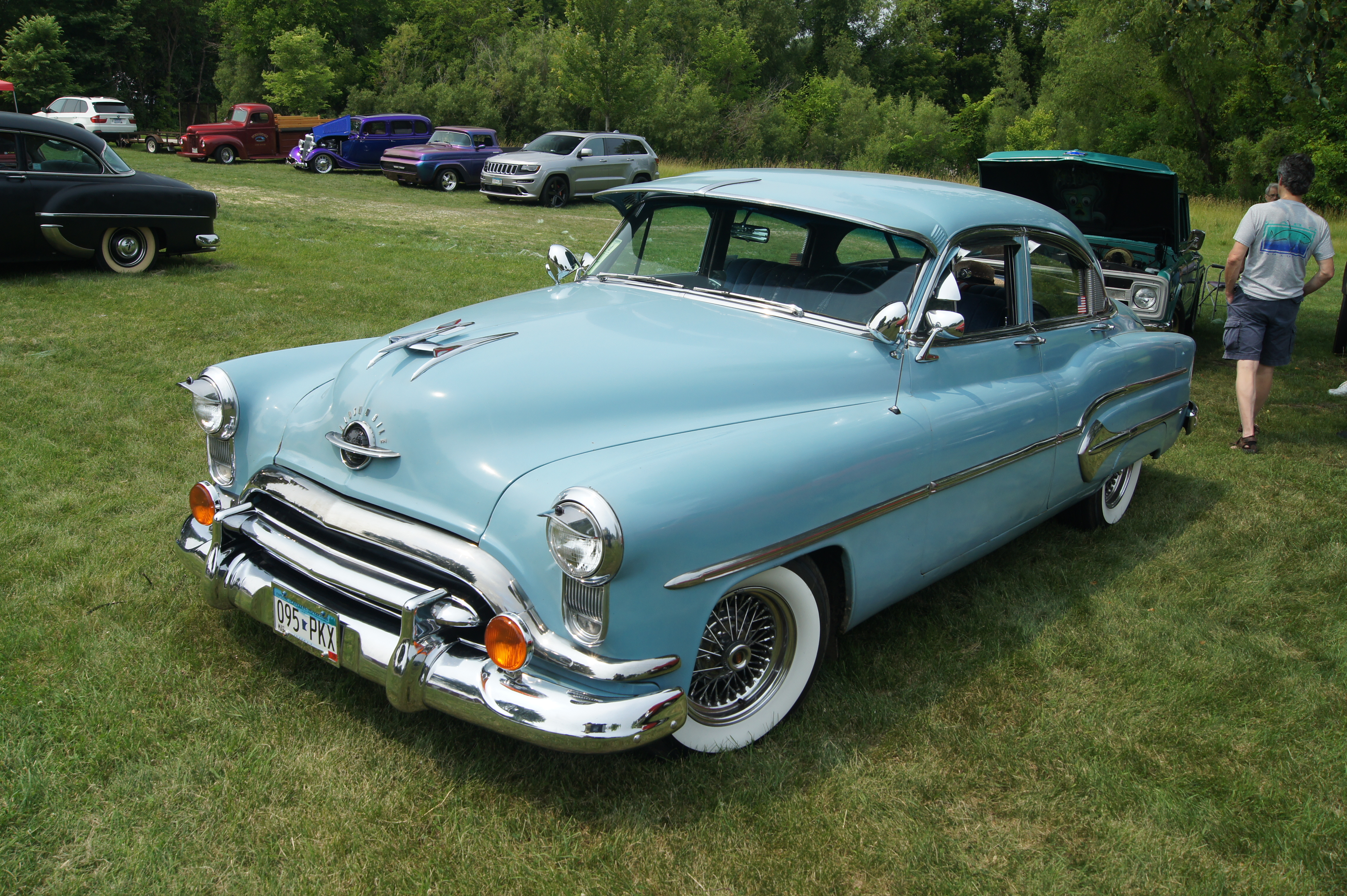
Una Oldsmobile 98 del 1951
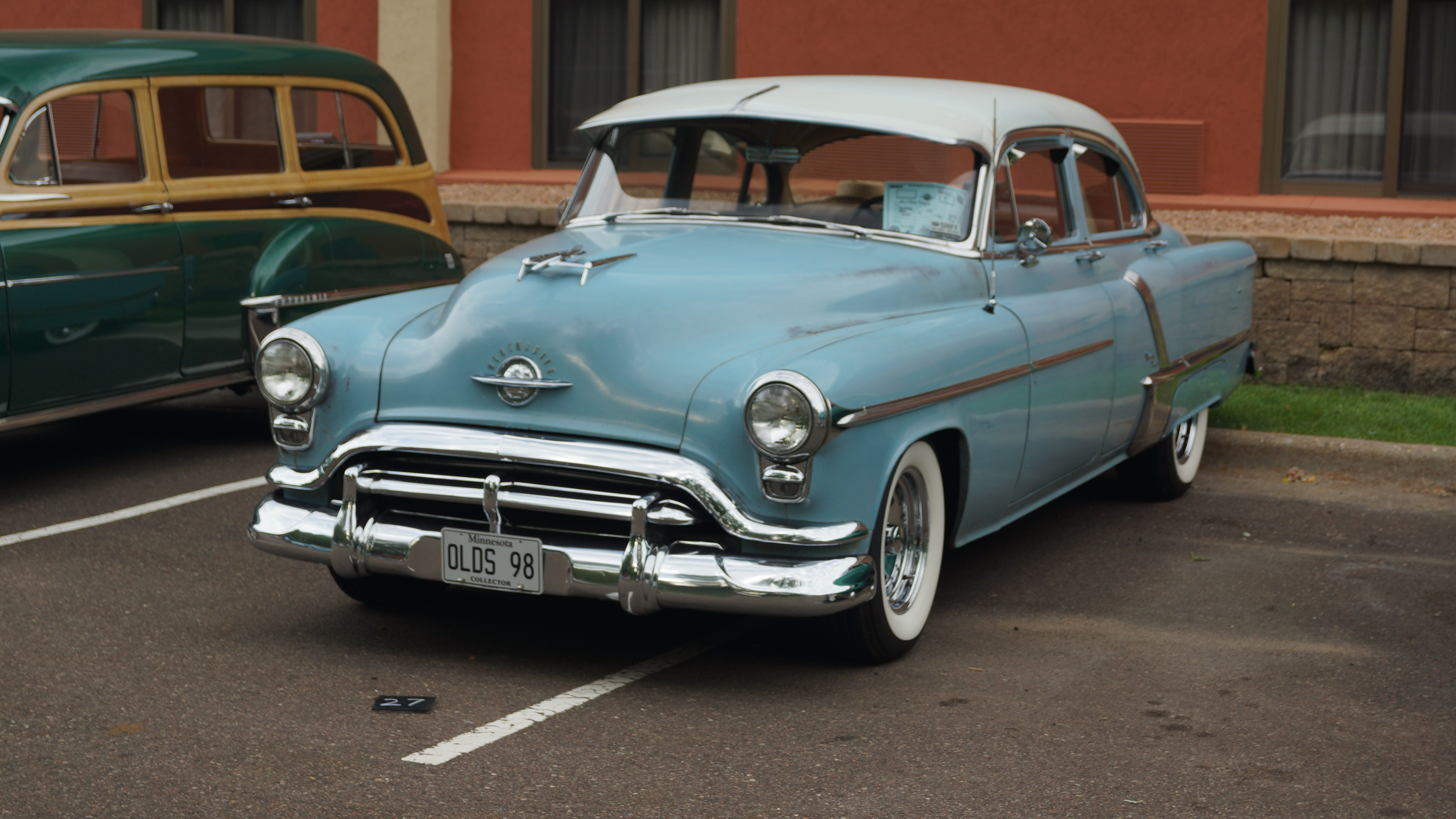
Una Oldsmobile 98 del 1952
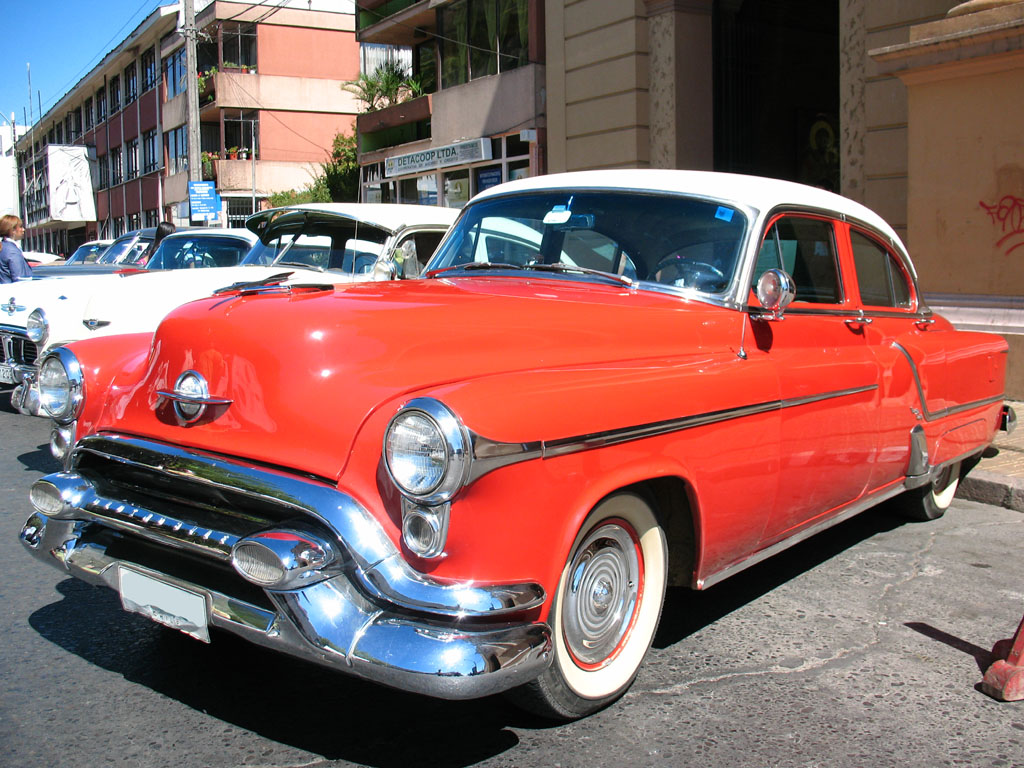
Una Oldsmobile 98 del 1953

## La terza serie
La terza generazione era caratterizzata dall'avere un passo allungato a 3.200 mm. I motori disponibili erano due, entrambi V8. Il primo aveva una cilindrata di 5 L, mentre il secondo di 5,3 L. Nel 1954 furono aggiunte delle pinne posteriori. Vennero applicati, inoltre, delle vetrature panoramiche, e alla cabriolet fu applicato il nome Fire Star. Nel 1955 il paraurti anteriore fu spostato un po' più in alto, dando così al modello un aspetto più moderno. Nel 1956 rivista la calandra.
Anche per questa generazione il motore era anteriore, mentre la trazione era posteriore.

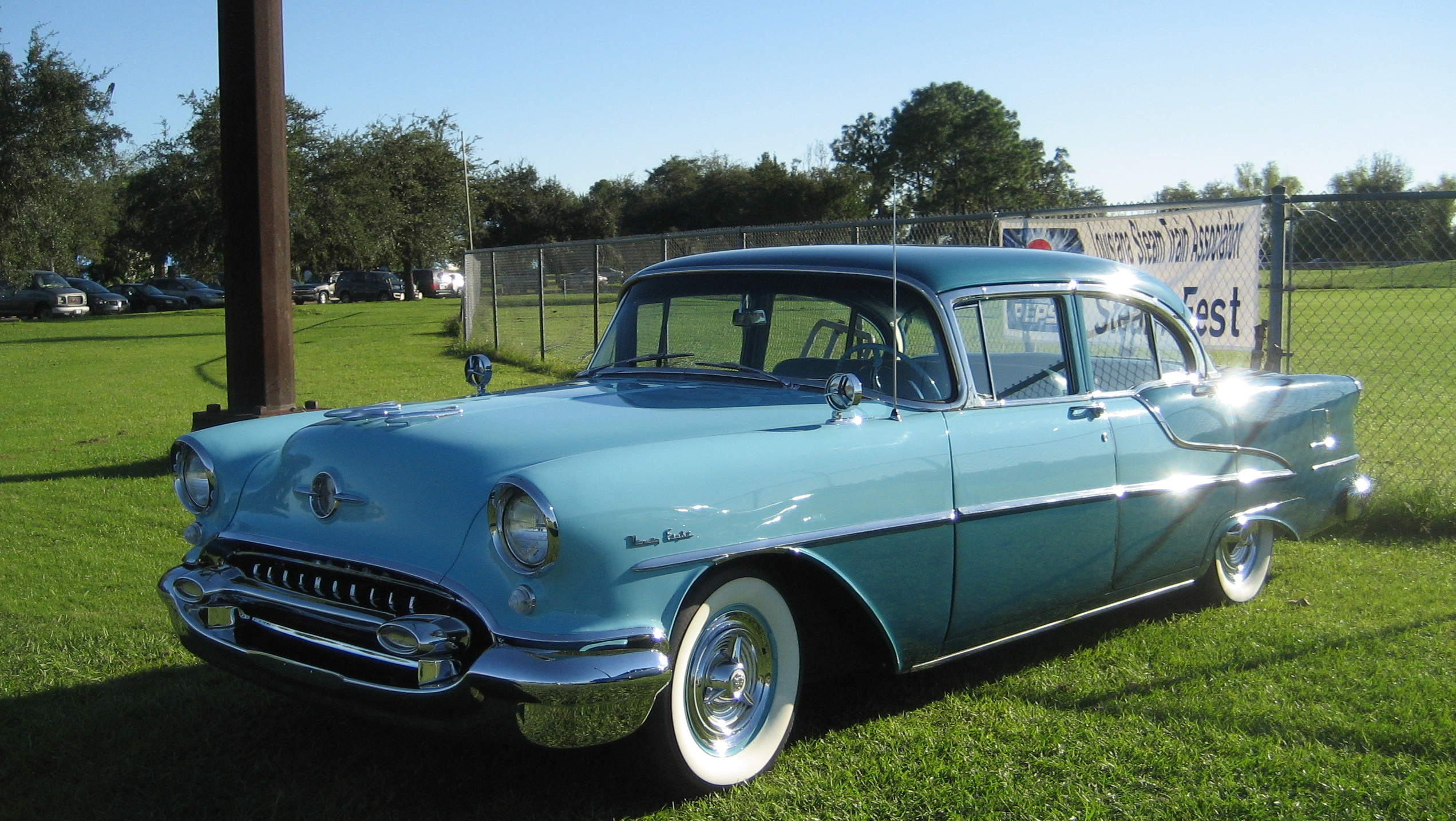
Una Oldsmobile 98 del 1955
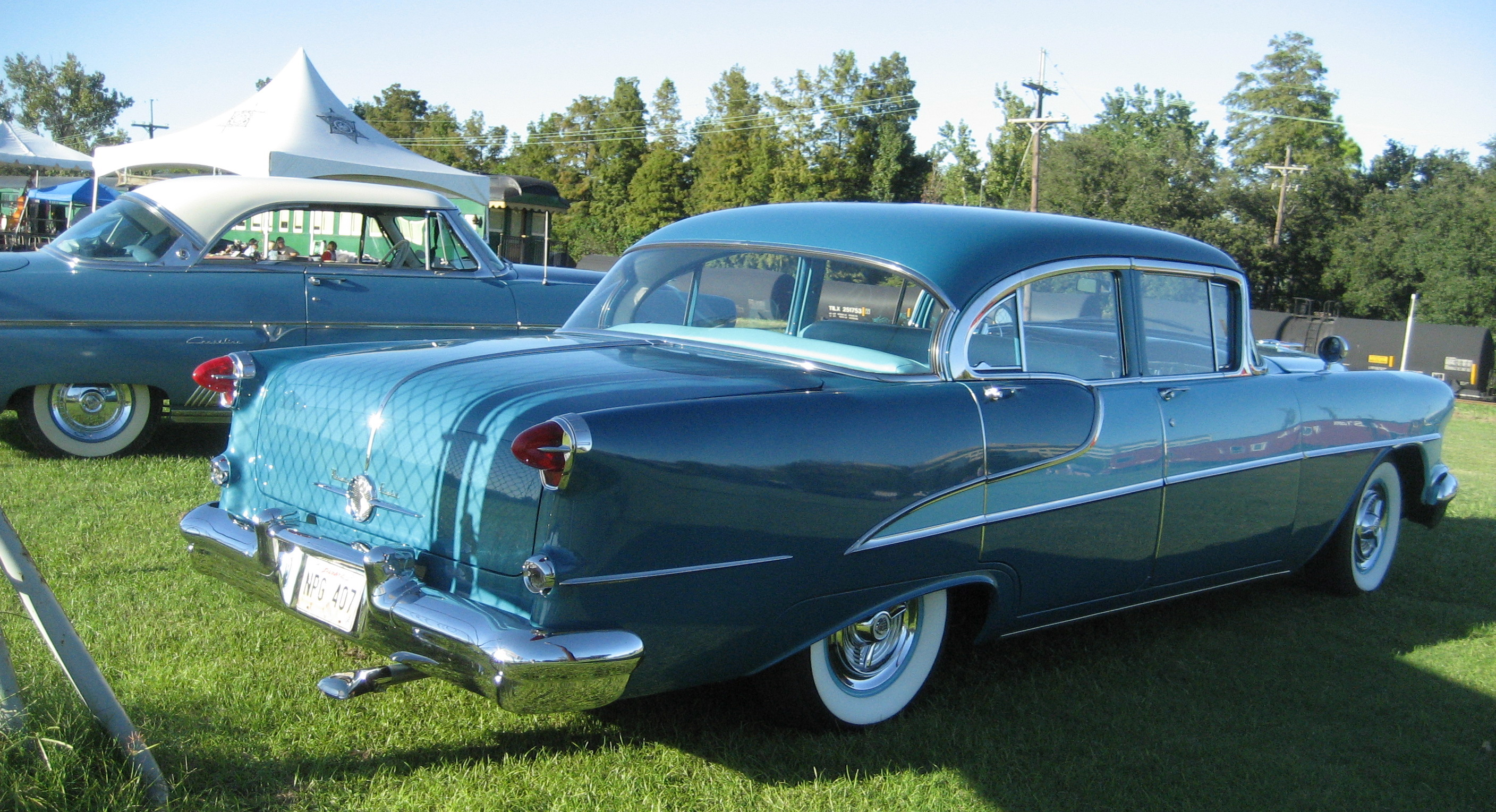
Vista posteriore
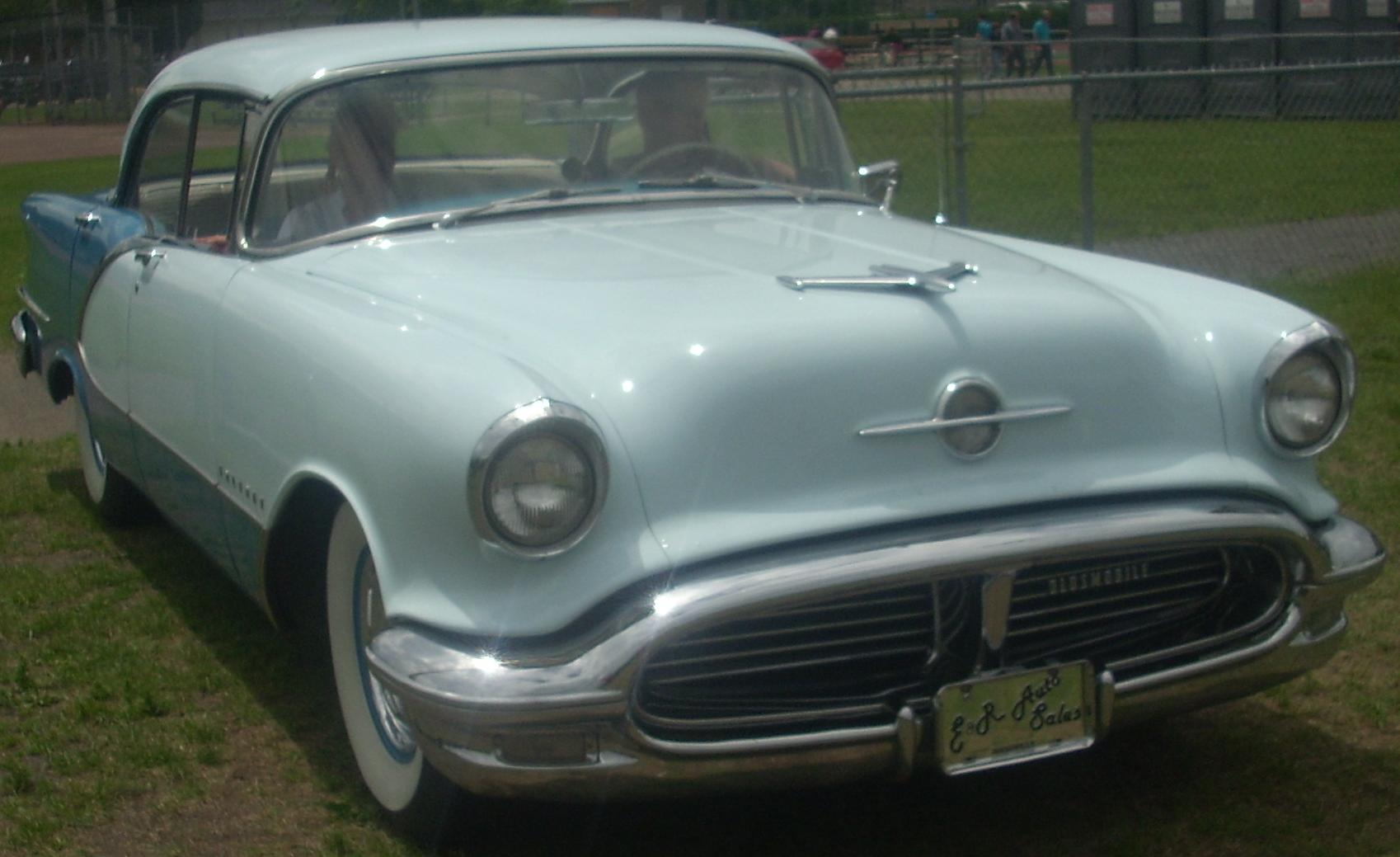
Una Oldsmobile 98 del 1956
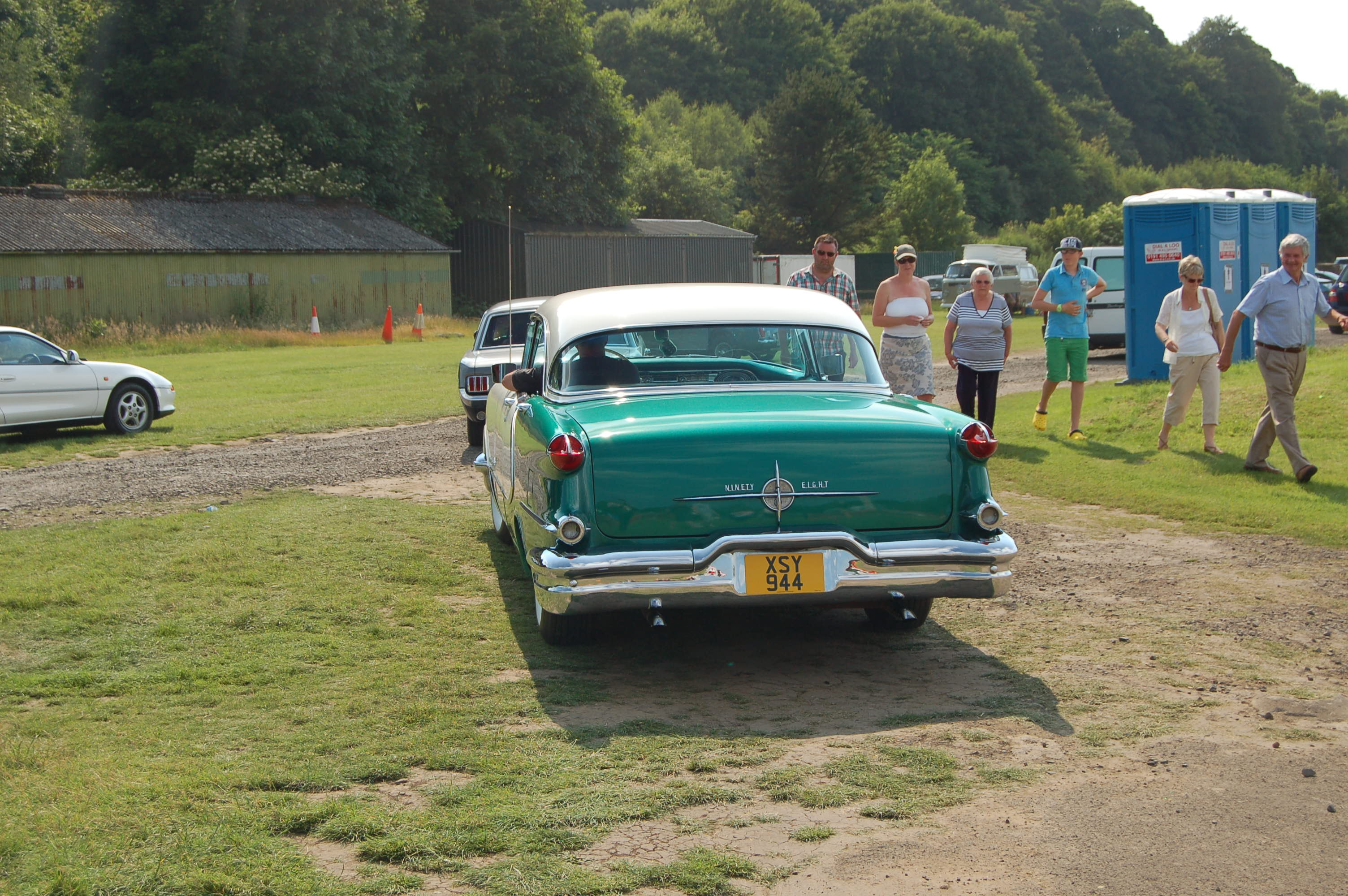
Vista posteriore

## La quarta serie

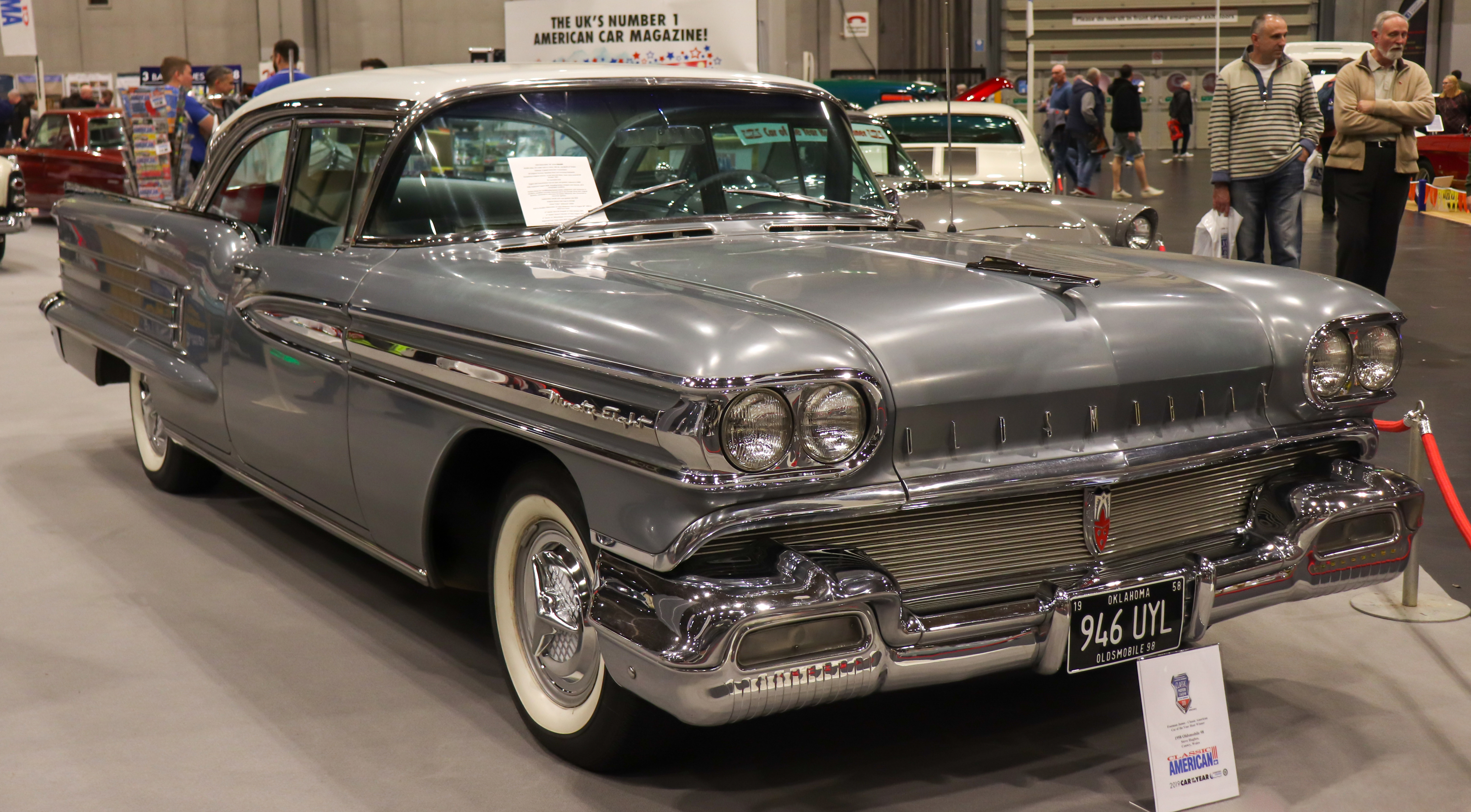
Una Oldsmobile 98 del 1958

Per questa serie fu introdotto, nel 1957, un nuovo motore V8 da 6,1 L di cilindrata, che fu tolto dal mercato nel 1961. Nel 1957 fu rimpicciolito il paraurti anteriore e vennero ingrandite le pinne posteriori. L'anno seguente fu applicata una calandra più ampia, e i parafanghi posteriori furono ampliati ai lati con l'applicazione di parti cromate. Gli altri due motori offerti, entrambi V8, furono da 5,3 L e 6,5 L.
Anche per questa serie il motore era anteriore, mentre la trazione era posteriore.

## La quinta serie
Nel 1959 la 98 fu oggetto di un profondo restyling. In particolare, vennero riviste le pinne posteriori, la calandra e i fari, sia anteriori che posteriori. Il modello fu allungato, raggiungendo una lunghezza senza precedenti, cioè 5.664 mm. Nel 1960 vennero riviste nuovamente le pinne e i fari anteriori. Nell'anno citato una Oldsmobile 98 venne utilizzata come safety car a Indianapolis
La novità di questa serie fu che l'unico motore offerto fu il V8 Rocket da 6,5 L. Il design della vettura fu di Bill Mitchell. Il modello fu montato sul pianale C della General Motors.

## La sesta serie
Solamente nel 1961 il modello fu denominato Classic 98, anche se la letteratura si riferiva sempre alla vettura come "Ninety-Eight". Nell'anno in oggetto furono eliminate le pinne posteriori e i finestrini panoramici. Sulla calandra venne applicata la dizione "Oldsmobile". L'unico motore disponibile fu il V8 Rocket da 6,5 L da 325 CV di potenza. Nel 1962 quest'ultima venne aumentata a 330 CV e fu applicata una calandra dal disegno più semplice. Nel 1963 quest'ultima venne ridisegnata insieme ai fari, sia anteriori che posteriori. Il 1964 vide pochi cambiamenti, tranne per le ruote posteriori, la cui parte superiore era ora coperta dalla carrozzeria.
Questa generazione di 98 era montata sul pianale C della General Motors. Aveva il motore montato anteriormente, mentre la trazione era posteriore.
Malcolm X possedette una Oldsmobile 98 quattro porte hard-top di colore nero del 1963. Può essere vista presso il Malcolm X College a Chicago.

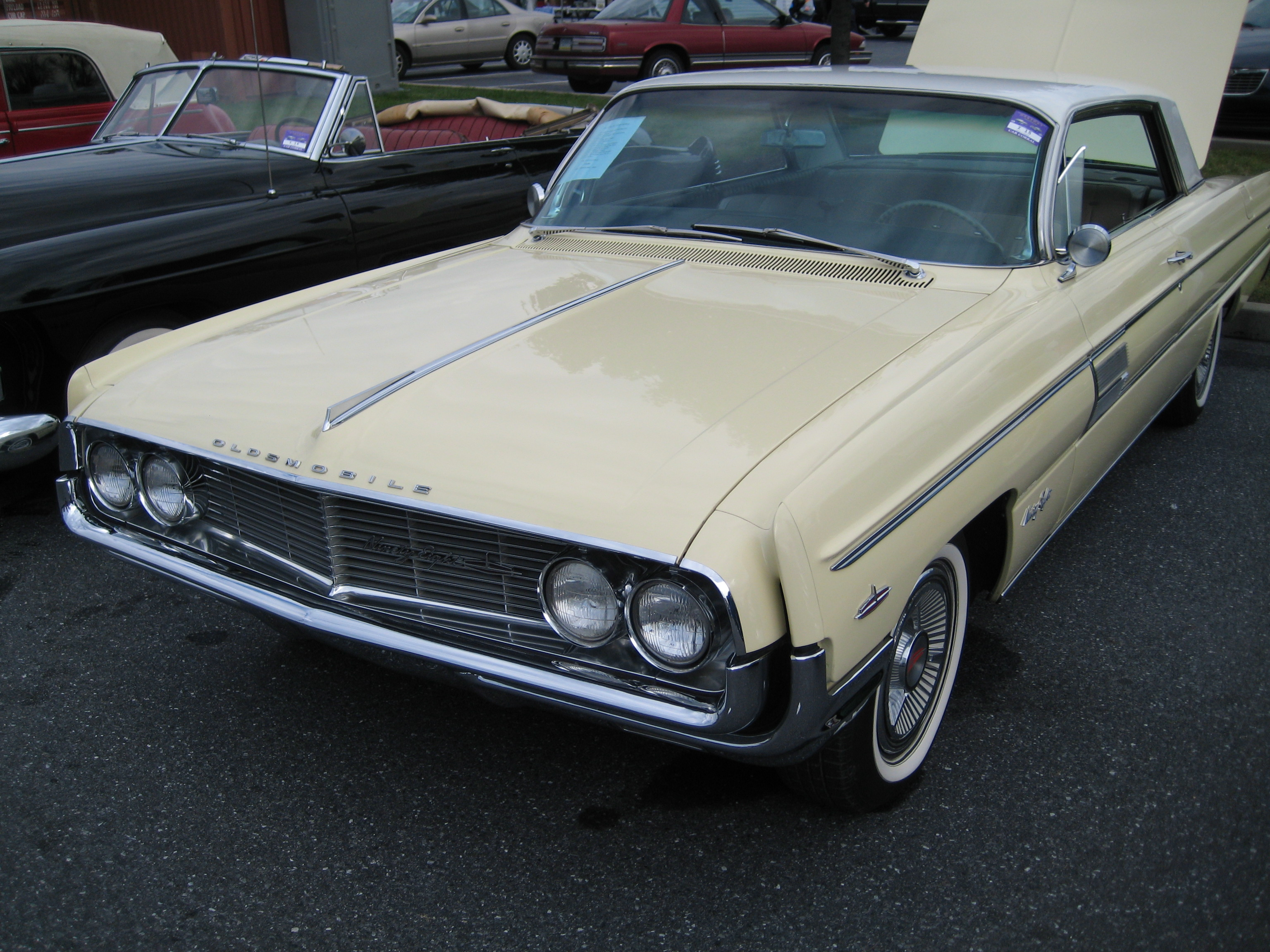
Una Oldsmobile 98 del 1962
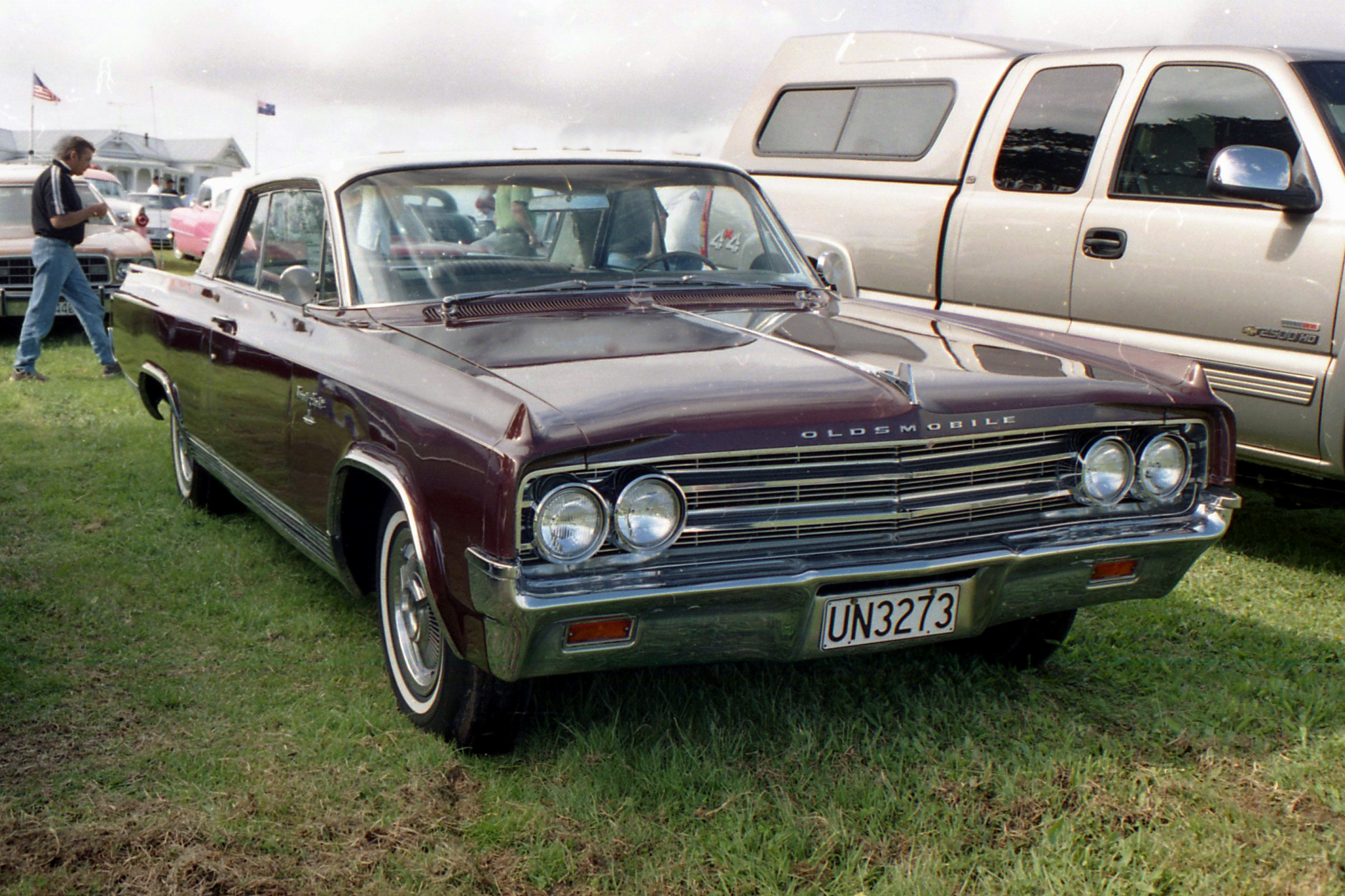
Una Oldsmobile 98 del 1963
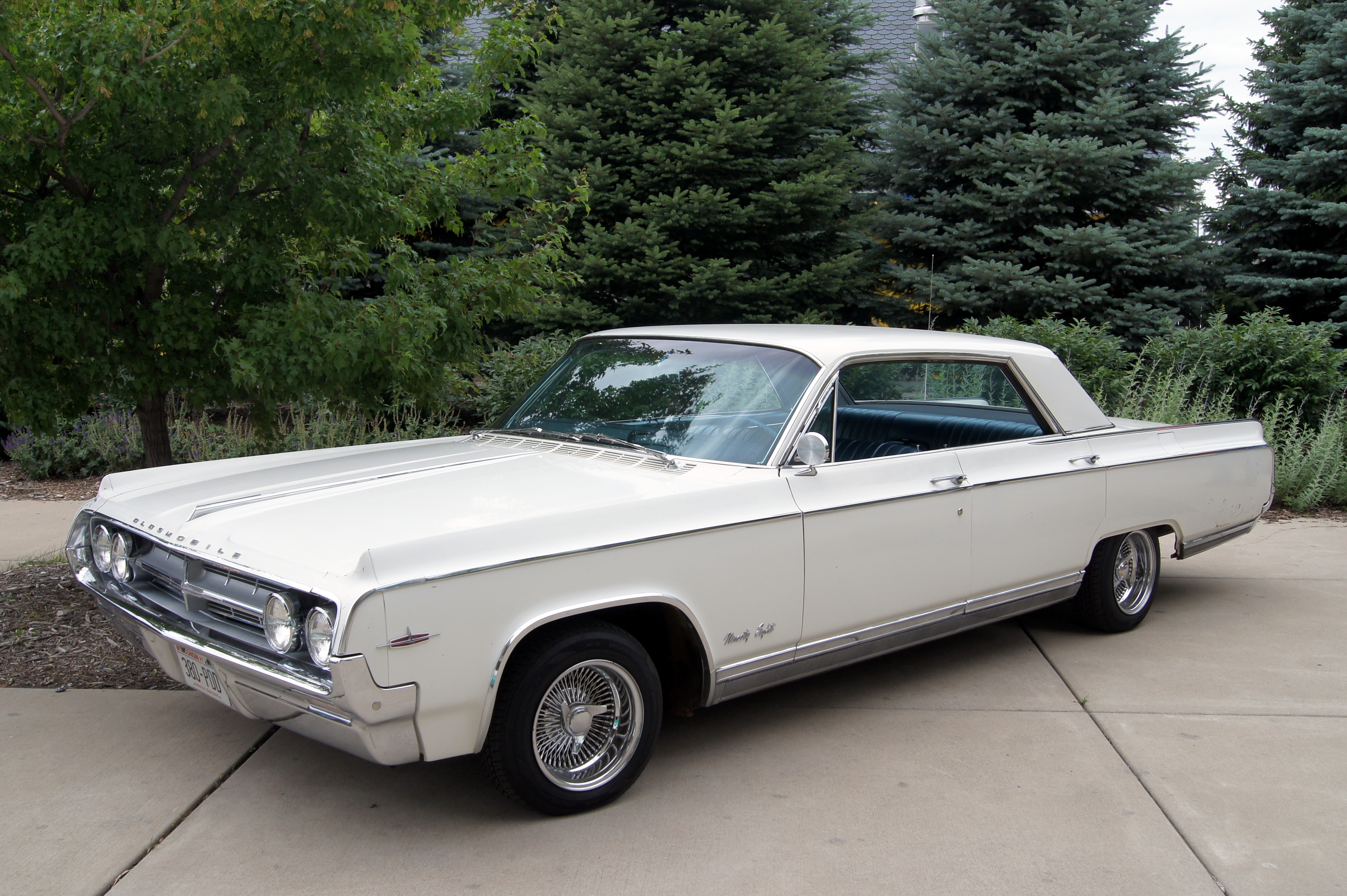
Una Oldsmobile 98 del 1964

## La settima serie
La 98 del 1965 ebbe in dotazione, come tutte le Vetture Full-Size della Oldsmobile, un corpo vettura completamente nuovo. Quest'ultimo era ancora montato sul pianale C della General Motors, che condivideva con la Cadillac. La 98 si differenziava quindi dalla 88, che era installata sul pianale B della General Motors. Nonostante questo, possedeva molte caratteristiche estetiche che si trovavano sulla 88, anche se aveva linee più squadrate. Sempre nel 1965 fu introdotta la 98 Luxury Sedan, che aveva in dotazione interni piuttosto lussuosi, insieme ad altre comodità che non si potevano trovare sulle altre 98, come i vetri e di sedili elettrici. Molte 98 LS possedevano il tettuccio in vinile, anche se era offerto in un unico colore, nero. Una nuova trasmissione automatica a tre rapporti Turbo Hydra-Matic con convertitore di coppia sostituì il cambio Roto Hydramatic, che era offerto dall Oldsmobile dal 1961. Oltre alla trasmissione e al corpo vettura, anche il motore fu nuovo nel 1965. Esso era il Super Rocket V8 da 7 L di cilindrata, che era più potente e più efficiente del propulsore da 6,5 L precedentemente usato, oltre a essere più leggero come massa nonostante la cilindrata maggiore. L'unico motore offerto nel 1965 fu il propulsore citato, che era conosciuto come Ultra High Compression, aveva un carburatore a quadruplo corpo ed erogava 360 CV di potenza. Fu l'ultimo anno in cui venne offerta una Oldsmobile 98 con cambio manuale.
Nel 1966 fu rivista la parte frontale, che venne disegnata più sagomata. Nello stesso anno la potenza del motore fu aumentata a 365 CV. Nel 1967 fu ridisegnata la calandra e i fanali anteriori.
Nel 1968 fu aggiornata nuovamente la calandra e fu aggiunto tra i motori offerti un propulsore da 7,4 L. La potenza erogata era però la stessa di quella sviluppata dal motore da 7 L, cioè 365 CV.
La 98 era conosciuta per essere una vettura lussuosa, confortevole e ben progettata, e il 1969 non fu un'eccezione. Con una lunghezza di 5.700 mm, un'altezza di 1.392 mm e una larghezza di 2.032 mm, la 98 continuava a essere il modello più grande offerto dalla Oldsmobile. Nuovi per questo anno furono il pannello strumenti incassato e imbottito, il bloccasterzo, le luci di cortesia, e l'installazione di cinture di sicurezza e poggiatesta particolarmente imbottiti.
Furono di dotazione standard la trasmissione Turbo Hydra-Matic 400, il servosterzo, il servofreno, i freni idraulici, i vetri elettrici, i sedili sportivi e a comando elettrico, il sedile anteriore imbottito con schiuma, un volante speciale, l'orologio digitale e i copricerchi. Erano disponibili come optional il volante regolabile in altezza e profondità, l'aria condizionata automatica Comfortron, il parabrezza con vetro oscurato, i sedili elettrici a sei posizioni, i sedili anteriori separati con controlli indipendenti, lo sportello del serbatoio azionabile elettricamente, i vetri elettrici, la chiusura centralizzata, i freni anteriori a disco, la radio AM-FM, gli altoparlanti posteriori, lo stereo a cassette, l'antenna azionabile elettricamente, il paracolpi sulle portiere, il regolatore di velocità, lo specchietto esterno regolabile elettricamente e il tetto in vinile.
Le Oldsmobile 98 del 1969 furono le uniche ad avere un prolungamento sul cofano motore. Dopo avere ricevuto delle lamentele da parte dei concessionari, la Oldsmobile tolse questa particolarità, tornando a un cofano dalla linea più convenzionale.
Nel 1970 non ci furono cambiamenti di rilievo.
Tra il 1965 e il 1975 la Oldsmobile commissionò alla Cotner-Bevington delle vetture speciali che sia basavano sul telaio della 98, più precisamente ambulanze e carri funebri. Negli anni sessanta (1968), l'unica Oldsmobile della categoria summenzionata fu una piccola Toronado, che era conosciuta come AQC Jetway 707.
Anche questa serie di Oldsmobile 98 era montata sul pianale C della General Motors. Le trasmissioni offerte furono due, entrambe a tre rapporti. Una era manuale, l'altra automatica. Il motore era anteriore, mentre la trazione era posteriore. Il passo fu di 3.200 mm dal 1965 al 1968, e 3.226 mm dal 1969 al 1970.

## L'ottava serie

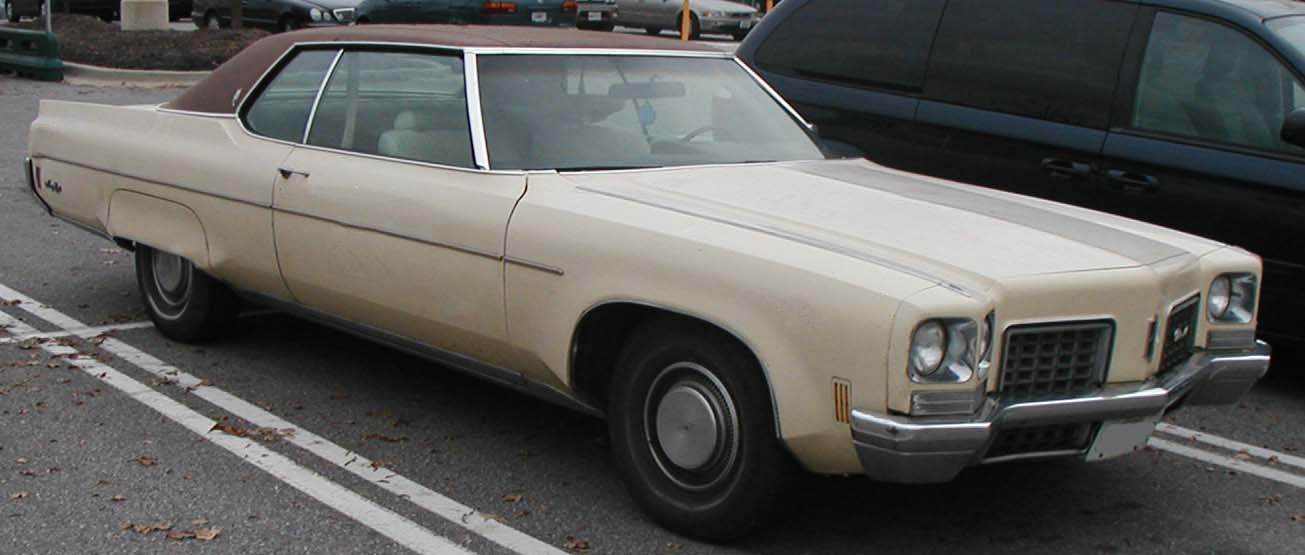
Oldsmobile 98 coupé del 1972

Il passo di questa serie rimase immutato rispetto a quello dell'anno precedente. Dal 1971 al 1976 la 98 fu molto simile alla 88, eccetto che per le pinne in stile Cadillac che caratterizzavano la prima. L'unico motore disponibile fu il V8 Rocket da 7,5 L di cilindrata, che sviluppava 340 CV di potenza. Esso poteva funzionare sia con benzina senza piombo, sia con carburante contenente un alto o basso titolo di questo composto. Ciò fu possibile perché la General Motors progettò dei motori che sarebbero dovuti essere adatti per la marmitta catalitica, che venne installata a partire dal 1975 e richiedeva, appunto, benzina senza piombo.
Nonostante ciò, alcune 98 del 1975 e del 1976 furono esentate da questo obbligo del catalizzatore e ricevettero una deroga dalla coercizione di usare benzina senza piombo. I V8 vennero progressivamente depotenziati, e la produzione si allineò alle più stringenti normative antinquinamento.
Le 98 prodotte dal 1974 al 1976 furono le Oldsmobile più grandi mai costruite. Sui modelli di questi anni vennero montati paraurti, sia anteriori che posteriori, che assorbivano colpi fino a 8 km/h di velocità. Compresi questi ultimi, la lunghezza della vettura era infatti di 5.898 mm.
Nelle 98 del 1971 vennero installate delle feritoie di ventilazione sul serbatoio che si trovavano anche, tra l'altro, su altri modelli General Motors dello stesso anno. Le feritoie vennero spostate nell'anno successivo sugli stipiti delle portiere, dove rimasero fino al 1976.
Le Oldsmobile prodotte dal 1974 al 1976 (oltre le 88 fabbricate nello stesso periodo, le Toronado, le Buick LeSabre, le Buick Electra e le Buick Park Avenue) furono tra le prime vetture statunitensi a offrire come optional l'air bag. Solamente pochi esemplari ne vennero però provvisti. L'alto prezzo (700 dollari) e il sistema di azionamento ancora da ottimizzare ne limitarono infatti la diffusione.
Anche questa serie di 98 fu installata sul pianale C della General Motor. Il motore era anteriore, mentre la trazione era posteriore. La trasmissione offerta era solo una, l'automatica Turbo-Hydramatic TH-400 a tre rapporti. Le vetture vennero prodotte a Lansing e a Linden.
Le dimensioni della vettura variavano in base agli anni di produzione. La lunghezza fu di 5.743 mm nel 1971, 5.786 mm nel 1972, 5.850 mm nel 1973 e 5.898 mm dal 1974 al 1976. La larghezza fu invece di 2.007 mm nel 1971, 2.022 mm dal 1972 al 1973, 2.027 mm dal 1974 al 1975 e 2.032 mm nel 1976. L'altezza, infine, fu di 1.387 mm dal 1971 al 1972, 1.389 mm nel 1973, 1.377 mm dal 1974 al 1975 e 1.389 mm nel 1976.

### La 98 Regency

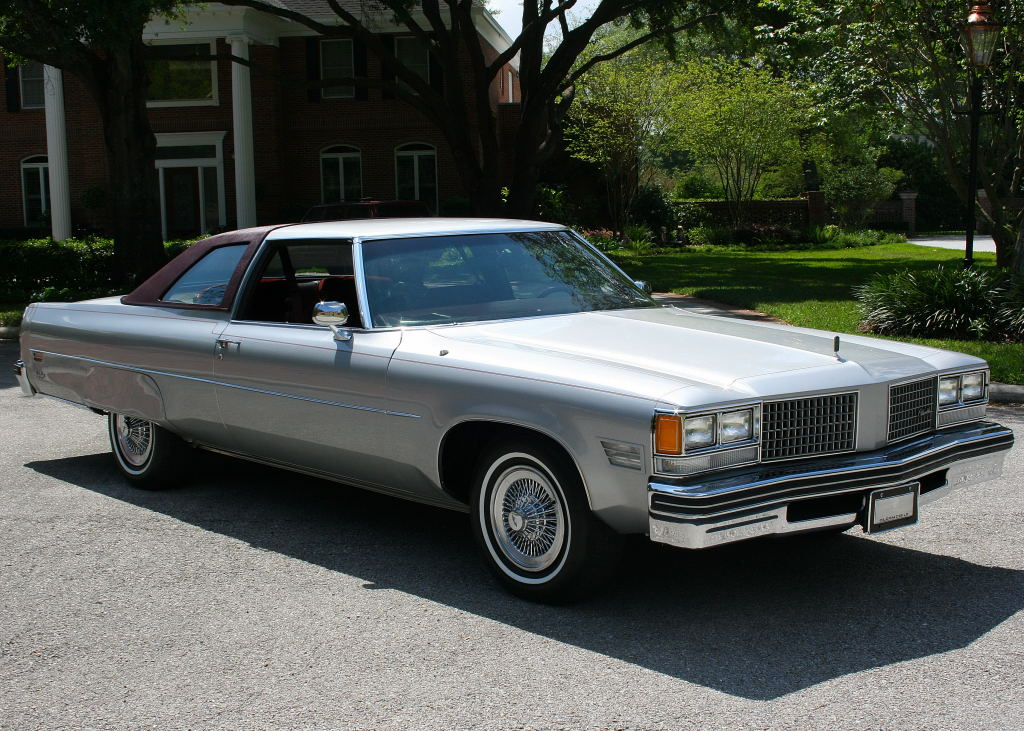
Un’Oldsmobile 98 Regency coupé del 1976

Nel 1972 fu introdotta una versione in edizione limitata della 98, la Regency, che fu prodotta per commemorare il 75º anniversario di fondazione della Oldsmobile. Ogni 98 Regency possedeva degli interni speciali, un rivestimento in velluto nero a effetto cuscino e il divanetto posteriore frazionabile elettricamente. Era anche disponibile una verniciatura esclusiva color oro, un orologio dal design speciale e un emblema bianco della Oldsmobile su fondo dorato. Ogni acquirente della 98 Regency del 1972 ricevette un portachiavi in argento con placca distintiva in regalo. Il totale vennero fabbricati 2.650 esemplari della 98 Regency 75º anniversario, tutti quattro porte hard-top
Nel 1973 le Regency rimasero in gamma, ponendosi appena sopra la LS. L'allestimento Regency rimase disponibile fino al 1996, quando diventò un modello a sé stante.

## La nona serie
Nel 1977 la 98 fu completamente rivista e venne rimpicciolita, subendo quindi la medesima sorte della 88. La nuova serie pesava ora 1800 kg, quindi 300 kg in meno della generazione precedente, anche se lo spazio per la testa e per le gambe dei passeggeri posteriori aumentò rispetto ai modelli del 1976. Il motore Rocket V8 da 7,5 L di cilindrata fu sostituito da un propulsore sempre V8 ma da 6,6 L. Il motore montato di serie fu un V8 Oldsmobile da 5,7 L, la cui versione Diesel fu introdotta nel 1978. All'inizio del 1979, la produzione della 98 divenne esclusiva dello stabilimento di Lansing poiché quello di Linden fu riorganizzato per fabbricare veicoli General Motors che si basavano sul pianale tipo E. La 98 nona serie, infatti, era ancora costruita sulla piattaforma C.
Le differenze tra le dimensioni delle 98 costruite nel 1974 e il 1977 furono:
|                                                | Oldsmobile 98 del 1974 | Oldsmobile 98 del 1977 |
| ---------------------------------------------- | ---------------------- | ---------------------- |
| Passo                                          | 3.226 mm               | 3.023 mm               |
| Lunghezza totale                               | 5.898 mm               | 5.598 mm               |
| Larghezza                                      | 2.027 mm               | 1.951 mm               |
| Altezza                                        | 1.377 mm               | 1.438 mm               |
| Spazio per la testa dei passeggeri anteriori   | 998 mm                 | 998 mm                 |
| Spazio per le gambe dei passeggeri anteriori   | 1.072 mm               | 1.072 mm               |
| Spazio per i fianchi dei passeggeri anteriori  | 1.582 mm               | 1.397 mm               |
| Spazio per le spalle dei passeggeri anteriori  | 1.633 mm               | 1.539 mm               |
| Spazio per la testa dei passeggeri posteriori  | 970 mm                 | 965 mm                 |
| Spazio per le gambe dei passeggeri posteriori  | 1.036 mm               | 1.039 mm               |
| Spazio per i fianchi dei passeggeri posteriori | 1.595 mm               | 1.415 mm               |
| Spazio per le spalle dei passeggeri posteriori | 1.610 mm               | 1.539 mm               |
| Capacità del bagagliaio                        | 631 L                  | 575 L                  |

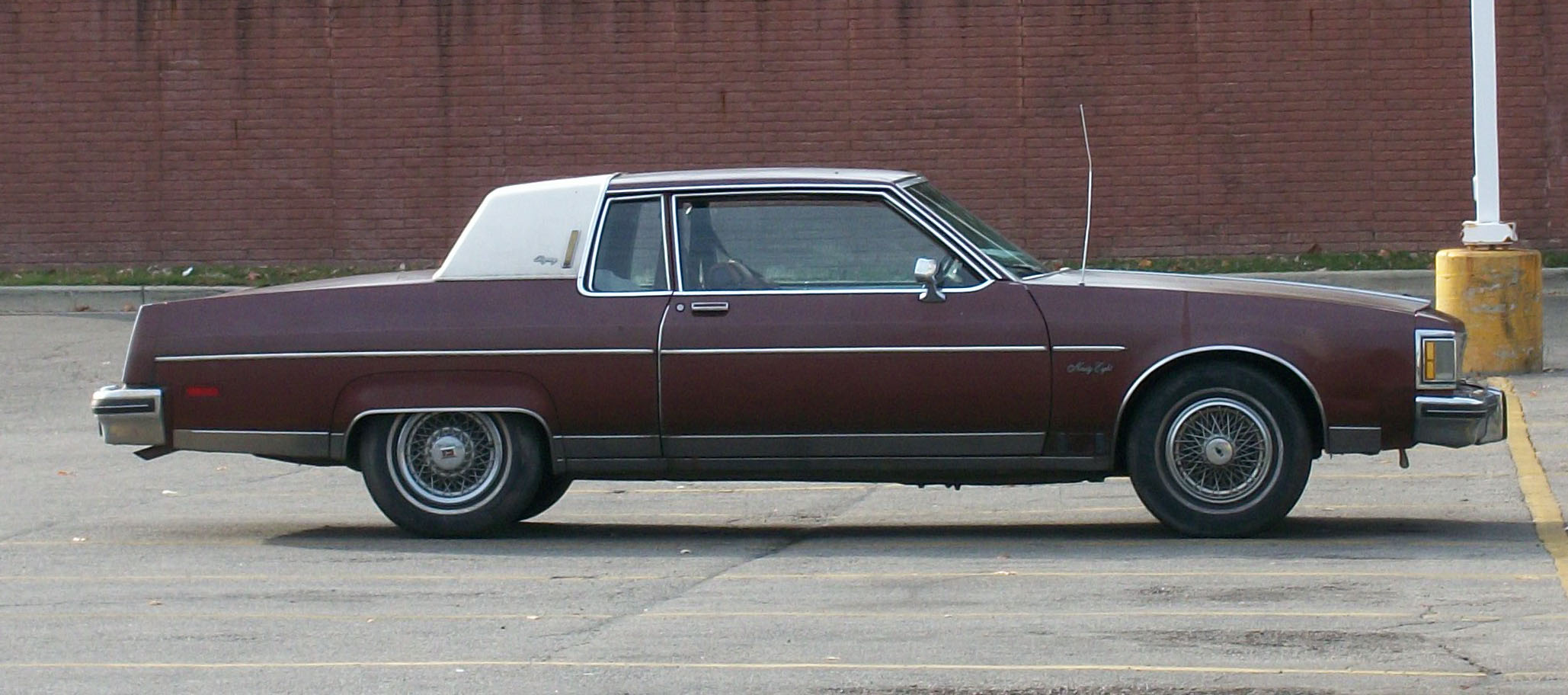
Un’Oldsmobile Ninety Eight Ccoupé dei primi anni ottanta

La versione base LS era disponibile solamente con carrozzeria tipo berlina, mentre la Recency disponeva di due versioni, coupé e berlina. Nel 1981 venne introdotto il nuovo motore V6 Buick da 4,1 L di cilindrata, che fu offerto di serie, insieme alla trasmissione automatica a quattro rapporti THM200-4R. L'altro motore disponibile fu l'Oldsmobile V8 da 5 L, mentre le altre trasmissioni offerte furono le automatiche TH-350 e TH-400, entrambe a tre rapporti. La nuova versione Regency Brougham venne introdotta nel 1982. Questo modello aveva sedili imbottiti in morbido velluto con emblemi ricamati, tappetini in pile e luci di cortesia sui montanti centrali. La versione LS fu tolta di mercato. Nel 1983 al modello fu installata una nuova calandra, e questa fu l'unica modifica al modello. Il paraurti omologato per urti fino a 8 km/h fu eliminato nel 1984 con l'intento di diminuire il peso della vettura. Il mangianastri Stereo8 non fu più disponibile come optional.
La produzione di questa serie terminò nel marzo del 1984, e gli ultimi esemplari di questa generazione vennero venduti in contemporanea a quelli della serie successiva. La denominazione dei pianali della General Motors subì una modifica: per i modelli a trazione posteriore in arrivo la piattaforma fu rinominata D, mentre per le nuove vetture a trazione anteriore il pianale fu chiamato C (che era la vecchia denominazione dei modelli a trazione posteriore).
Anche questa generazione di 98 aveva il motore montato anteriormente e la trazione posteriore

## La decima serie
Nel 1984 la trazione della Oldsmobile 98 diventò da posteriore, che caratterizzava tutte le serie precedenti del modello, ad anteriore. La commercializzazione della decima serie della 98 iniziò nell'aprile del 1984. Per il primo anno, il motore V6 Buick da 3 L di cilindrata fu offerto di serie. I propulsori disponibili come optional furono il V6 Buick da 3,8 L e il V6 Oldsmobile Diesel da 4,3 L. Quest'ultimo e il motore da 3 L vennero tolti dal listino nel 1986.
Nel 1987, alla 98 fu installata una nuova calandra e i lavacristalli. Nello stesso anno, venne introdotta la berlina Touring Sedan, di prestazioni più brillanti, ma venne ritirata dal mercato la coupé. La Touring Sedan aveva anche i sedili in pelle, un computer di bordo (solo dal 1988 al 1990), sospensioni sportive FE3, serbatoio a chiusura automatica, inserti in radica di noce, leva del cambio sul tunnel centrale e ruote in lega da 16 pollici (disponibili però dal 1988).
Nel 1986 e nel 1987 fu offerto il pacchetto Grande, che comprendeva dei fanali anteriori compositi e un pannello posteriore specifico (solo nel 1986), oltre che sedili in pelle e plancia con antifurto a combinazione.
Nel 1989 fu cambiata nuovamente la calandra e venne offerto l'airbag lato guidatore, anche se le 98 ordinate con quest'ultimo optional furono poche. L'apertura senza chiave fu disponibile dal 1990 e, sempre da quest'anno, le Oldsmobile 98 raggiunsero, dopo anni di studio, un'eccellente ottimizzazione meccanica. Esse, ad esempio, avevano un nuovo contralbero di equilibratura e ci fu l'incremento di potenza del motore rispetto ai modelli del 1984, che erano troppo poco brillanti. Altri equipaggiamenti che vennero introdotti nel 1990 furono il dispositivo Twilight Sentinel, che accendeva e spegneva i fanali in base alle condizioni di luminosità esterne e il computer di bordo con monitor. Quest'ultimo era chiamato Driver Information System.
Le dimensioni furono in funzione degli anni di produzione. Dal 1987 al 1988 la lunghezza, la larghezza e l'altezza furono, rispettivamente, 4.989 mm, 1.839 mm, e 1.392 mm, mentre dal 1989 al 1990, 4.986 mm, 1.844 mm e 1.400 mm.
Questa serie di Oldsmobile 98 venne montata sul pianale C della General Motors. Il motore era anteriore, mentre la trazione era anteriore. L'unica trasmissione offerta era un cambio automatico a quattro rapporti.

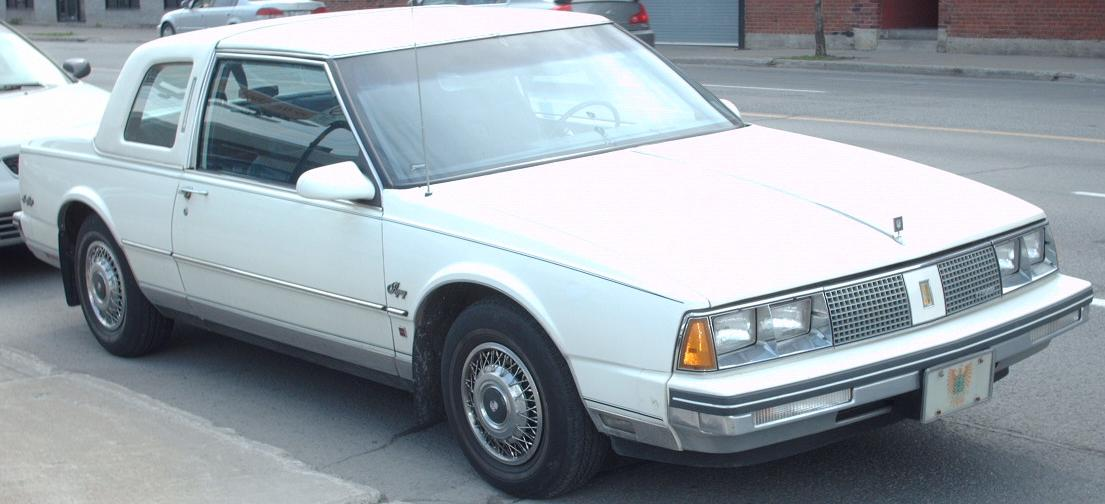
Una Oldsmobile 98 coupé del 1986

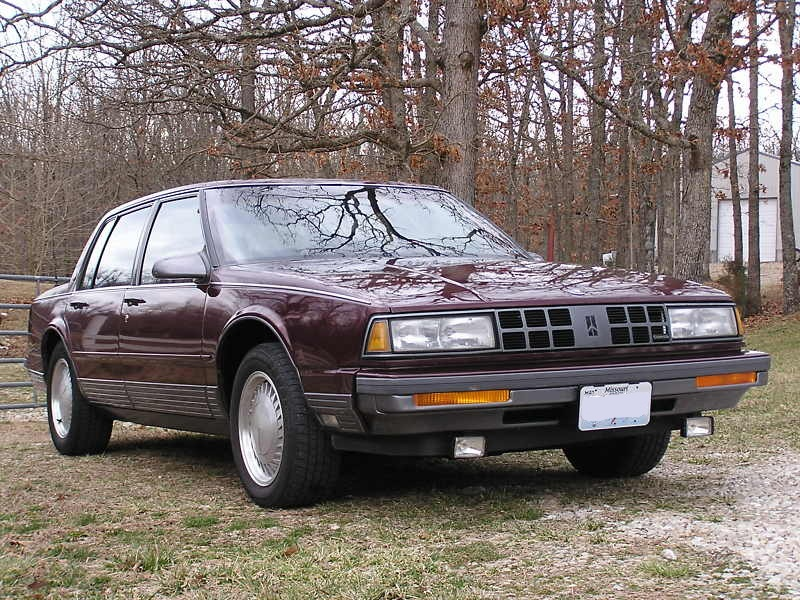
Oldsmobile Ninety-Eight Touring Sedan berlina del 1988

I motori disponibili furono:
| Anno | Motore                        | Potenza                      | Coppia                        |
| ---- | ----------------------------- | ---------------------------- | ----------------------------- |
| 1985 | V6 Buick da 3 L               | 110 CV a 4800 giri al minuto | 197 N•m a 2600 giri al minuto |
| 1985 | V6 Buick MPFI da 3,8 L        | 125 CV a 4400 giri al minuto | 264 N•m a 2000 giri al minuto |
| 1985 | V6 Oldsmobile Diesel da 4,3 L | 85 CV                        | 224 N•m                       |
| 1986 | V6 Buick SFI da 3,8 L         | 140 CV a 4400 giri al minuto | 270 N•m a 2000 giri al minuto |
| 1987 | V6 Buick SFI da 3,8 L         | 150 CV a 4400 giri al minuto | 270 N•m a 2000 giri al minuto |
| 1988 | V6 Buick SFI da 3,8 L         | 160 CV a 5200 giri al minuto |                               |
| 1990 | V6 Buick LN3 da 3,8 L         | 165 CV a 5200 giri al minuto | 285 N•m a 2000 giri al minuto |

## L'undicesima serie
L'ultima serie della 98 arrivo quasi 50 anni dopo il suo lancio (1942). L'aggiunta di minigonne sottoporta, una più larga coda, un più basso muso e una calandra divisa in due con gruppi ottici anteriori avvolgenti, diedero alla 98 un aspetto esteriore più particolare rispetto alle generazioni precedenti. I progettisti della 98 crearono una vettura con caratteristiche relativamente lussuose che si distingueva dalle vetture berline simili della Buick e della Pontiac. L'ultima serie della 98 vide il suo ultimo anno di produzione nel 1996.
Sebbene il passo fu inalterato rispetto a quello della serie precedente, la lunghezza totale fu aumentata di oltre 229 mm. Negli anni i nomi degli allestimenti cambiarono, ma l'ultima generazione di 98 fu disponibile in due versioni principali, la lussuosa Regency e la Touring, di prestazioni brillanti. Nell'allestimento Regency era compresa una versione da 6 posti con interni in pelle o velluto, la leva del cambio montato sul piantone dello sterzo e il motore V6 Buick da 3,8 L di cilindrata e 170 CV di potenza. La versione Touring invece comprendeva delle sospensioni FE3, una versione sovralimentata del motore della Regency che erogava 205 CV, delle ruote da 16 pollici e i 5 sedili rivestiti in pelle dalla Lear Corporation.
Con l'introduzione della Aurora nel 1994, la 98 fu tolta di produzione nel 1996, con l'ultima vettura che uscì dalle catene di montaggio il 31 maggio. Per riempire il vuoto lasciato, vennero introdotte due nuove versioni della 88, la Regency e la LSS. La sportiva LSS montava dei parafanghi anteriori in acciaio, mentre la più tradizionale Regency aveva installati dei parafanghi compositi che ereditò dalla 98 del 1996. Nel biennio 1997-1998 la LSS fu venduta meglio rispetto alla Regency.
I motori offerti furono:
- 1991–1996: V6 da 3,8 L;
- 1992–1995: V6 da 3,8 L sovralimentato.

I livelli di allestimento offerti furono:
- Regency Elite - 1991–1996
- Touring - 1991–1993
- Regency - 1992–1994
- Touring Supercharged (sovralimentata - 1992–1993
- Regency Special - 1993–1994
- Regency Supercharged (sovralimentata) - 1994
- Regency Elite Supercharged (sovralimentata) - 1995

La lunghezza cambiava in base al livello di allestimento. La Touring era lunga 5.227 mm, mentre le altre versioni erano lunghe 5.225 mm.
Anche questa serie di 98 era montata sul pianale C della General Motors. Il motore era montato anteriormente, e la trazione era anteriore. Era disponibile un solo tipo di trasmissione, automatica a quattro rapporti. Questa generazione di 98 fu assemblata a Lake Orion, nel Michigan.